# Thematisering
Thematisering is het construeren van een overkoepelend thema voor een attractiepark, of deel daarvan, en de uitwerking van dat thema. Een thema kan een bijdrage leveren aan de ervaringen van de parkbezoeker en daarmee aan de waardering die de bezoeker aan de attracties toekent. Ook bij individuele attracties en uitgaansgelegenheden kan aan thematisering worden gedaan.
Twee schoolvoorbeelden van thematisering zijn Frontierland van Disneyland en de Anton Pieckstijl van de Efteling. Voor Frontierland is het Wilde Westen als thema gekozen en dat komt tot uitdrukking in onder meer het landschap, de gebouwen, kleding van de medewerkers en de muziek. Bezoekers van de Efteling kunnen de stijl van Pieck ervaren in de bouwsels, de kleuren, het lettertype en de sprookjesachtige sfeer.

## Ontstaan
Thematisering bestaat al langer, ook bij pretparken, maar het genoemde Frontierland geldt als het eerste coherente themagebied in een attractiepark, geopend in de jaren 50. Het parkdeel werd regelmatig met passende attracties uitgebreid en de thematisering versterkt. Ook in de andere delen van het park werd de daarvoor gekozen thema's steeds verder ingevuld. Andere parken volgden het voorbeeld en anno 2015 is er bijna geen pretpark meer zonder één of meer themagebieden.

## Verhaal
Het thema is in essentie een verhaal, bestaand of gecreëerd, waarin de bezoeker wordt meegenomen. Thema's worden gekozen uit onder meer:
- Historische bronnen, zoals de Azteken of de tijd van Robin Hood
- Plaatsen: landen, steden
- Sporten
- Muziekstijlen, als rock of country & western
- Goederen, zoals auto's en het verkeer of spoorwegen
- De natuur, bijvoorbeeld het regenwoud of een savannelandschap
- Film- of televisiepersonages

In plaats van bestaande aanknopingspunten kan er ook voor gekozen worden een verhaal speciaal voor de attractie(s) te schrijven, zoals het mijnbouwthema dat bij Baron 1898 in de Efteling werd uitgevoerd. Welke soorten thema's door de parken worden gekozen, kan aan mode onderhevig zijn. Een branchewoordvoerder signaleerde voor het seizoen 2015 opvallend veel verzonnen verhalen en bekende televisiepersonages.

### Gradaties
Niet alle thematisering gaat even ver. In sommige gevallen is het niet veel meer dan een uit de kluiten gewassen huisstijl. In de Wizarding World of Harry Potter daarentegen, is getracht om de onderdompeling van de bezoeker zo compleet mogelijk te maken. In zo'n geval heeft thematisering raakvlakken met simulatie. Van thematisering kan gezegd worden dat zij effectiever is, naarmate zij consequenter is doorgevoerd.

## Belang

### Consument
De waardering van een consument voor een dienst wordt slechts ten dele bepaald door objectieve kwaliteitsfactoren. Er spelen verschillende andere zaken een rol, zoals imago. Thematisering is van invloed op de meest in het oog springende van de randfactoren: de plaats waar de dienst wordt verleend. Voor de parkbezoeker betekent een zekere mate van thematisering de mogelijkheid vermaakt te worden op een intensere manier dan zonder deze toevoeging het geval is. Een hoge mate ervan betekent dat de bezoeker ondergedompeld wordt in een andere werkelijkheid, een nog meeslepender manier van beleven.

### Aanbieder
Een attractiepark kan zich door middel van thematisering onderscheiden van concurrenten en daardoor meer bezoekers trekken. In Nederland speelt een ontwikkeling dat "kijken naar" minder publiek trekt dan plaatsen waar iets "beleefd" kan worden. Aanbieders als dierentuinen hebben daarom soms gethematiseerde attracties laten bouwen. Kleinere parken kunnen met gethematiseerde attracties trachten de verblijfsduur van de bezoekers te verlengen, in de hoop dat dat leidt tot hogere bestedingen.
Meer dan basale thematisering vereist aanzienlijke investeringen, zoals die voor bouwwerken, decorbouw en decoratie. Daarmee worden hogere verwachtingen gewekt, hetgeen ertoe leidt dat thematisering steeds spectaculairder, en dus duurder wordt. Bovendien komen deze investeringen boven op de stichtingskosten van de attracties zelf en op voorhand is niet met zekerheid vast te stellen of de thematisering zal aanslaan bij het grote publiek.